# Things Viral
Things Viral – album studyjny zespołu Khanate, wydany w 2003 roku przez wytwórnię Southern Lord Records. 

## Lista utworów
1. Commuted – 19:13
2. Fields – 19:50
3. Dead – 9:27
4. Too Close Enough to Touch – 11:11